# Куртлеван
Куртлеван (фр. Courtelevant) је насељено место у Француској у региону Франш-Конте, у департману Територија Белфор.
По подацима из 2011. године у општини је живело 433 становника, а густина насељености је износила 74,4 становника/km².

## Демографија
| 1962. | 1968. | 1975. | 1982. | 1990. | 2011. |
| ----- | ----- | ----- | ----- | ----- | ----- |
| 229   | 217   | 294   | 337   | 353   | 433   |